# HighZium Studio
HighZium studio (韓語：하이지음스튜디오)，是韩国的影视制作及经纪管理公司，成立於2019年11月，前身為 HiSTORY D&C (韓語：하이스토리디앤씨)。2022年9月，與製作公司 Zium Content 完成合併，並正式更名為 HighZium studio。

## 歷史發展
2019年11月27日，HiSTORY D&C 由曾领导 iHQ 戏剧部门部长黄基镛创立。次年1月，宋仲基与 HiSTORY D&C 签订管理合约，成为旗下首名艺人。
2022年4月1日，HiSTORY D&C 宣布与演员李钟硕、权娜拉、徐恩秀所属的 A-MAN Project 签署战略合作协议。5月2日，A-MAN Project 的艺人管理业务完成移交后，原旗下艺人李钟硕和徐恩秀正式加盟 HiSTORY D&C。2023年10月，与A-MAN Project 签署的战略合作协议结束，李钟硕在合约到期后离开公司。
2022年5月12日，SLL (Studio LuluLala) 通过集团重组计划，收购 HiSTORY D&C 29.54%的股权，金额为326亿韩元（HiSTORY 100%股权估值为929亿韩元）；而 HiSTORY D&C 则吸收合并SLL旗下子公司 Zium Content 的股权。合并於7月1日生效。Zium Content (韓語：주식회사 콘텐츠지음) 是由韩锡元代表於2016年成立的影视内容制作公司，制作包括《梨泰院Class》《Run On》《Go Back夫婦》《魔幻之音》和《紙房子：韓國篇》等多部电视剧。8月19日，SLL以346亿韩元的价格追加获得 HighZium studio 的股份，持股率增加至60.84%。9月1日，HiSTORY D&C 和 Zium Content 完成合并程序，更名为 HighZium studio。
2024年7月30日，HighZium与韩国电信营运商LG U+和3D动画制作公司三智娱乐共同成立特别目的公司，联合制作机器人真人版电视剧《K-TRON》（暂定名），预计于2026年通过全球OTT播出。

## 旗下藝人

### 男演員
- 宋仲基（2020年1月至今）[1]
- 楊炅沅（2020年4月至今）[8]
- 林徹洙（2021年7月至今）[9]
- 鄭宰光（2021年8月至今）[10]
- 柳海濬（2022年4月至今）[11]
- 吳義植（2022年6月至今）[12]
- 權乘佑（2023年2月至今）[13]

### 女演員
- 高甫潔（2020年8月至今）[14]
- 韩智元（2021年12月至今）[15]
- 徐恩秀（2022年5月至今）[2]
- 金智媛（2022年9月至今）[16]

## 过往艺人
- 李鍾碩（2022年5月－2023年10月）[2][3]
- 琴世祿（2021年12月－2023年11月）[17][18]

## 劇集製作

### HiSTORY D&C時期
- 2010年：tvN《Start-Up》
- 2021年：JTBC《孔雀都市》

### Zium Content時期
- 2017年：KBS2《Go Back夫婦》
- 2019年：tvN《觸及真心》
- 2020年：JTBC《梨泰院Class》
- 2020年：OCN《法外搜查》
- 2020年：JTBC《境遇之數》
- 2020年：JTBC《Run On》
- 2021年：tvN《我的室友是九尾狐》
- 2022年：KBS2《現在很美麗》
- 2022年：Netflix《魔幻之音》
- 2022年：Netflix《紙房子：韓國篇》第一部

### HighZium Studio時期
- 2022年：ENA《我把社長解鎖了》
- 2022年：Netflix《紙房子：韓國篇》第二部
- 2024年：JTBC《低谷医生》
- 2024年：JTBC《组合式家族》
- 2024年：JTBC《贞淑的推销》
- 2024年：Netflix《浮游先生》
- 2025年：JTBC《My Youth》
- 2025年：MBC《月亮在江边流淌》
- 2025年：ENA《UDT：我們小區特工隊》
- 2026年：U+Mobiletv《K-TRON》(暂定名)[7]

## 電影製作
- 2023年：《祸乱》
- 2024年：《路基完》

## 外部連結
- 官方网站
- HighZium Studio NAVER BLOG （页面存档备份，存于）
- YouTube上的HighZium Studio頻道
- HighZium Studio的Facebook專頁（已停更）
- HighZium Studio的X（前Twitter）
- HighZium Studio的Instagram帳戶
- HighZium Studio製作的Instagram帳戶